# Campo Grande (bairro do Rio de Janeiro)
Campo Grande é um extenso e populoso bairro da Zona Oeste do município do Rio de Janeiro, que dista 55 km do centro da cidade do Rio de Janeiro, mais precisamente da Avenida Rio Branco.
O bairro de Campo Grande é sede da região administrativa de Campo Grande, que compreende os bairros de Campo Grande, Inhoaíba, Senador Vasconcelos e Santíssimo. Sua ocupação remonta a 17 de novembro de 1603, devendo-se sobretudo aos inúmeros trabalhos jesuíticos na região. Além de ser um bairro de enormes proporções, limitando-se com diversos outros bairros, Campo Grande possui, de acordo com o Censo 2022, cerca de trezentos e cinquenta e dois mil habitantes  sendo assim considerado o mais populoso do município do Rio de Janeiro, como também é o bairro mais populoso do Brasil.

## História

### Antecedentes
Inicialmente, a extensão de terras que vai do Rio da Prata até Cabuçu, que hoje corresponde à Região Campo Grande, era habitada por índios Picinguaba. Após a fundação da Cidade, em 1565, a região de Campo Grande foi repartida em sesmarias, para que houvesse a colonização do local, um dos sesmeiro era Manoel Barcelos Domingos. Em 1644, pertencia a Freguesia de Irajá, cuja paróquia administradora, era a Igreja de Nossa Senhora da Apresentação. Desmembrada desta em 1673,  foi criada a Freguesia de Campo Grande, tendo a sua matriz, a Paróquia de Nossa Senhora do Desterro, marco histórico da ocupação territorial da Região.

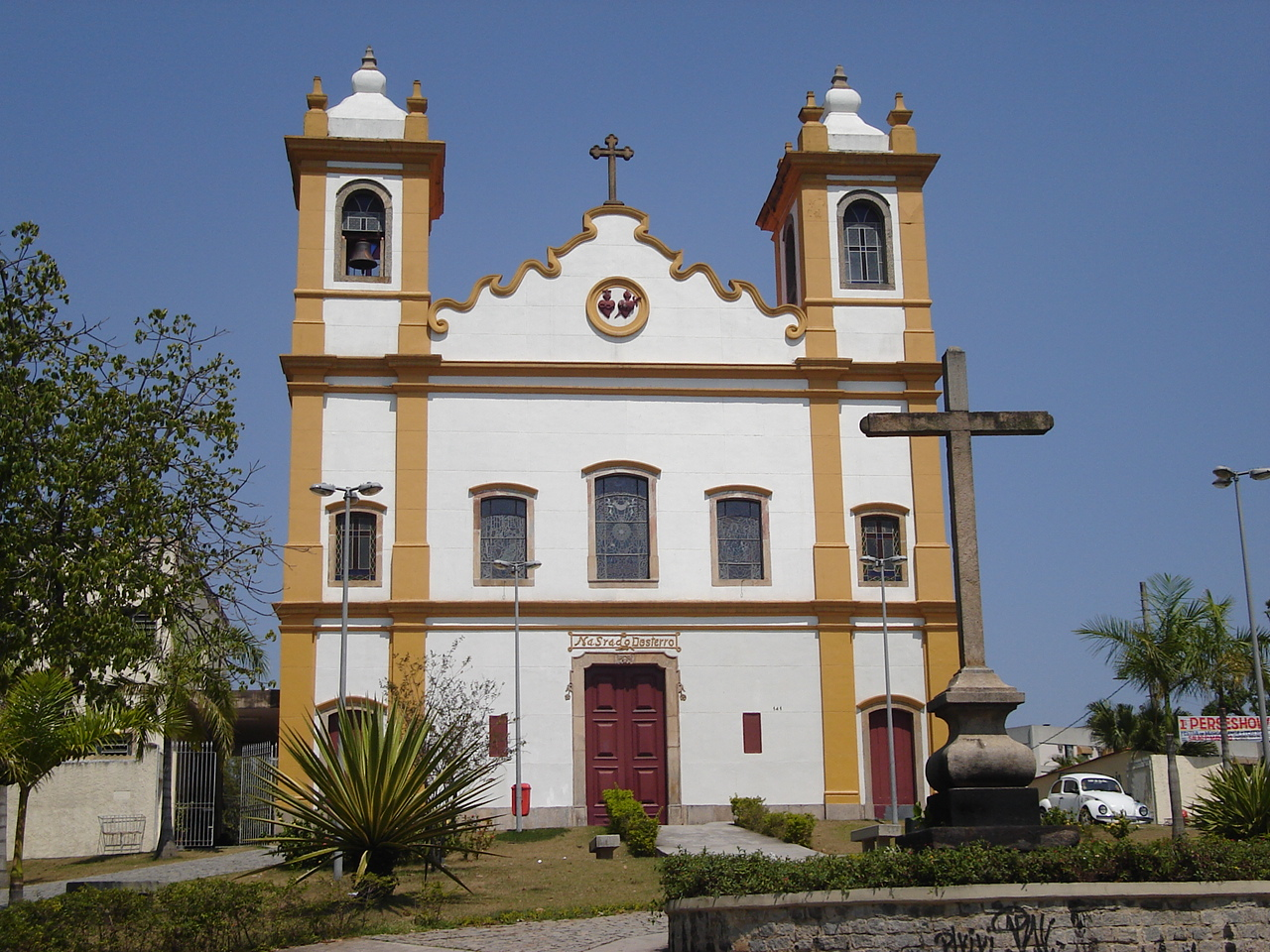
Igreja de Nossa Senhora do Desterro.

### Era Colonial
Antes da Freguesia Rural de Campo Grande começar a prosperar, sua ocupação foi influenciada pela antiga fazenda dos jesuítas, em Santa Cruz. Inicialmente desenvolveu-se na região o cultivo da cana-de-açúcar e a criação de gado bovino. O trabalho dos jesuítas foi de extrema importância para o desenvolvimento do Rio de Janeiro. Além das obras de engenharia que realizaram, como a abertura de canais e a construção de diques e pontes para a regularização do Rio Guandu, o escoamento dos produtos da Fazenda Santa Cruz, oriundos do cultivo da cana-de-açúcar e da produção de carne bovina, era feito através da Estrada da Fazenda dos Jesuítas, posteriormente Estrada Real da Fazenda de Santa Cruz, que ia até São Cristóvão e se interligava com outros caminhos e vias fluviais que chegavam até o centro da cidade.
Do final do século XVI até meados do século XVIII, a ocupação territorial da região foi lenta, apesar do intenso trabalho dos jesuítas, encerrado quando foram expulsos do país pelo Marquês de Pombal, em 1759. Os religiosos foram responsáveis por importantes obras de engenharia como estradas, pontes e inúmeros canais de captação de água para irrigação, drenagem e contenção da planície, sempre sujeita às enchentes dos rios Guandu e Itaguaí.
Entre 1760 e 1770, na antiga Fazenda do Mendanha, o padre Antônio Couto da Fonseca plantou as primeiras mudas de café, que floresceram de forma extraordinária, com mudas originárias das plantadas em 1744 no convento dos padres barbadinhos. Os historiadores apontam a partir daí o desenvolvimento que a cafeicultura teve em todo o estado no século XIX, espalhando-se pelo Vale do Paraíba aos contrafortes da Serra do Mar, atingindo, em sua expansão, a província de Minas Gerais.
Como a região era uma área nitidamente rural, os aglomerados humanos formados durante quase três séculos ficaram restritos às proximidades das fazendas e engenhos e às pequenas vilas de pescadores, ao longo da costa. Já no final do século XVIII, a Freguesia de Campo Grande começou a prosperar.
Seu desenvolvimento urbano ocorreu a partir do núcleo formado no entorno da Igreja de Nossa Senhora do Desterro, cuja atração era a oferta de água do poço que existia perto da igreja. Em Campo Grande, a exemplo do que ocorreu em toda a cidade, o abastecimento público de água foi um fator de atração e desenvolvimento. Foi tão importante para a região que se firmou um acordo garantindo a venda, pelo povoado de Campo Grande para o de Santa Cruz, das cachoeiras dos rios do Prata e Mendanha, com a condição de que as águas continuassem a abastecer o bairro.
Durante todo o século XVIII a ocupação territorial mais efetiva ocorreu em Santa Cruz, por causa do engenho dos jesuítas, e nas proximidades do centro de Campo Grande, cujas terras compreendem hoje as regiões de Bangu e Jacarepaguá. Essas terras eram atravessadas pela Estrada dos Jesuítas, mais tarde «Estrada Real de Santa Cruz». diariodorio.com - que ia até São Cristóvão - e pelas vias hidrográficas da extensa Freguesia de Irajá. Toda a área, na verdade, era uma única região, um imenso sertão pontilhado por alguns núcleos nos pontos de encontro das vias de acesso, em torno dos engenhos e nos pequenos portos fluviais.
A fazenda dos jesuítas era tão importante para o governo colonial que suas terras não foram postas em leilão, após a expropriação, tendo sido incorporadas ao patrimônio oficial e depois transformadas por Dom João VI em Fazenda Real de Santa Cruz, após a transferência da corte portuguesa para o Brasil, em 1808. Com a chegada da comitiva real, a cidade do Rio de Janeiro modificou-se muito e todas as regiões tipicamente rurais sofreram sua influência. As atividades econômicas e culturais aceleraram-se e a zona rural voltou-se para o abastecimento da cidade e para os benefícios trazidos pela corte. Não houve, porém, uma aceleração do desenvolvimento da região, que continuou a manter suas características rurais.

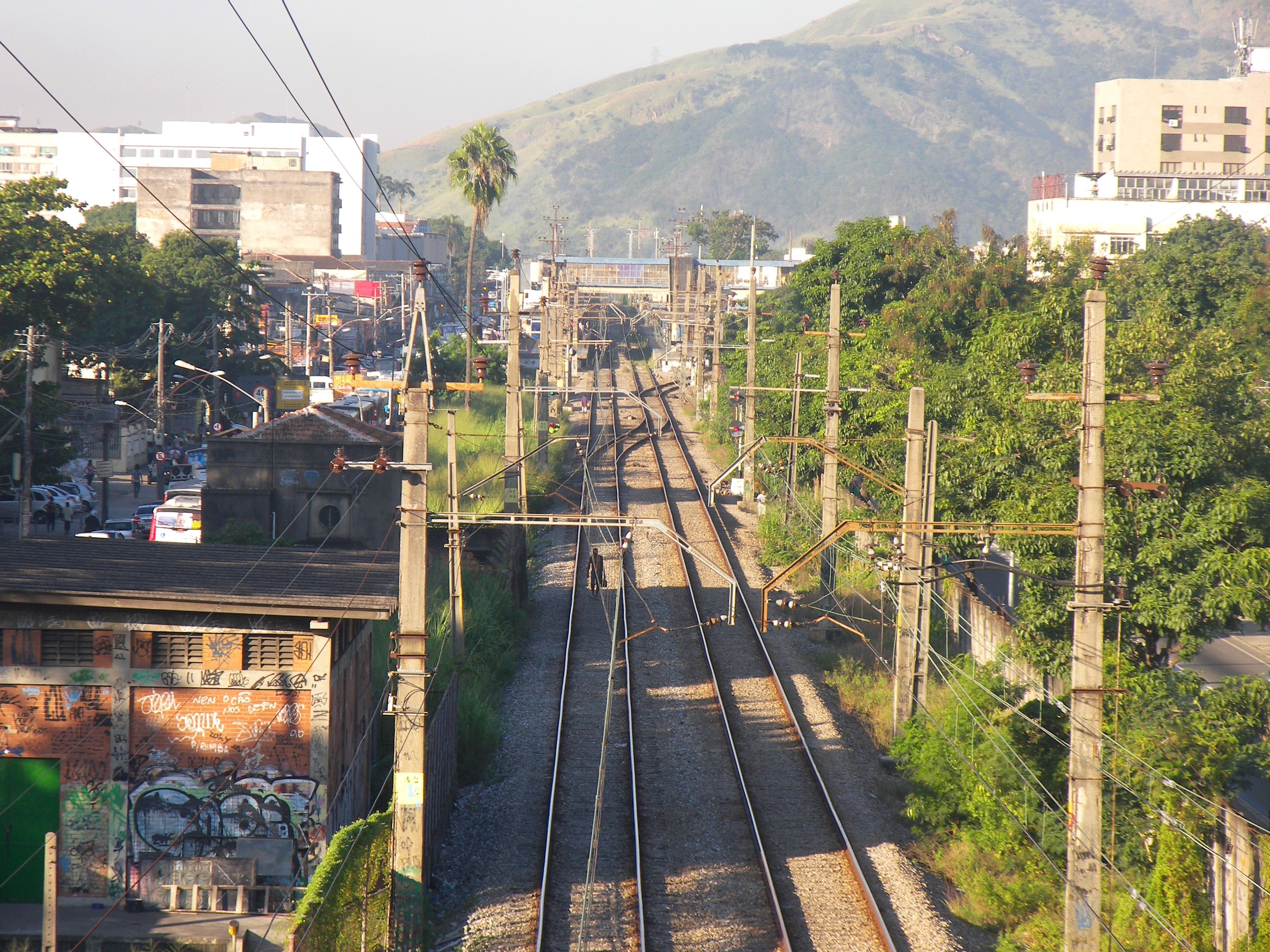
Via férrea em Campo Grande, Rio de Janeiro.

### Era Republicana
A partir da segunda metade do século XIX, a área começou a se adensar com a implantação, em 1878, de uma estação da Estrada de Ferro D. Pedro II, em Campo Grande. O transporte ferroviário, ao facilitar o acesso e seu povoamento, transformou esta região tipicamente rural em urbana. Em 1894, a empresa particular Companhia de Carros Urbanos ganhou a concessão para explorar a linha de bondes à tração animal, possibilitando que as localidades mais distantes da região fossem alcançadas, o que favoreceu o seu desenvolvimento urbano interno. Os bondes ligavam Campo Grande aos bairros vizinhos de Guaratiba e Pedra de Guaratiba, além de ligar o centro do bairro com o então núcleo rural do Rio da Prata.
A partir de 1915, os bondes à tração animal deram lugar aos bondes elétricos, permitindo maior mobilidade e integração entre os núcleos semi-urbanos já formados. Este evento acentuou o adensamento do bairro central de Campo Grande e estimulou o florescimento de um intenso comércio interno, de certa forma, independente. O bairro que, historicamente, já era o ponto de atração do crescimento da região tornava-se agora sua mola propulsora, adquirindo características tipicamente urbanas.

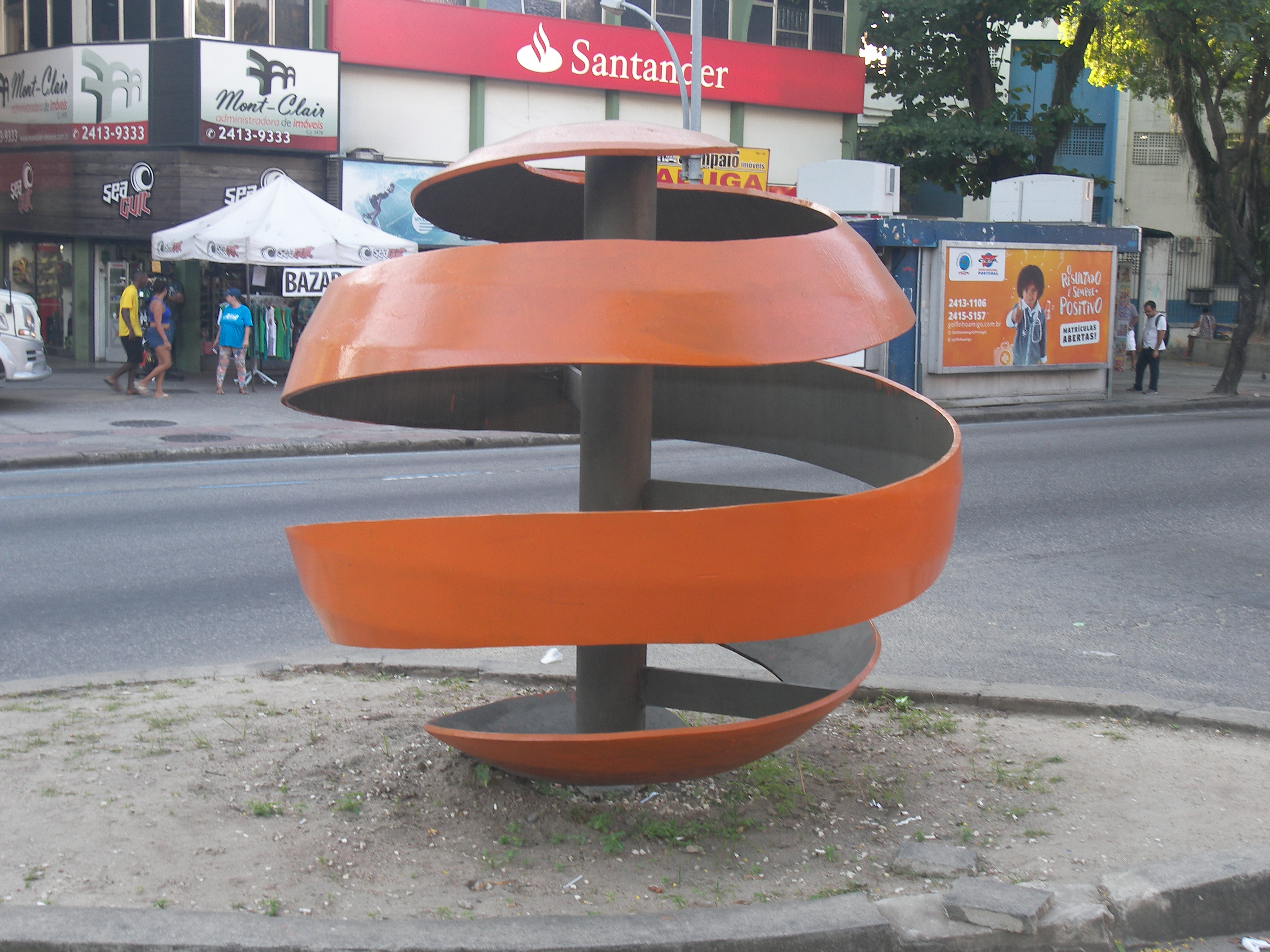
Monumento em homenagem ao período do auge do cultivo de laranja em Campo Grande, localizado na Avenida Cesário de Melo.

Com as crises da cultura do café, iniciadas no final do século XIX e persistindo no século seguinte, durante a Primeira Guerra Mundial, até culminarem com a depressão que se seguiu ao colapso de Wall Street, em 1929, com suas consequências no comércio internacional estendendo-se à cotação do café, a região voltou-se para uma nova atividade, a citricultura. Desde os primeiros anos do século XX e até os anos 1940, Campo Grande foi considerada a grande região produtora de laranjas, o que lhe rendeu o nome de "Citrolândia".
Desde a segunda metade do século XIX já se configurava no país uma estrutura econômica voltada para o setor industrial, principalmente no Rio de Janeiro e em São Paulo. Mas essa estrutura era extremamente dependente do modelo agrário-exportador da economia, além de afetada por outros fatores, como a inexistência de fontes de energia, o baixo nível de qualificação e recrutamento de mão-de-obra local e a concorrência dos produtos industrializados estrangeiros. Apesar desses entraves, até o início do século XX, uma forte atividade industrial - voltada para a fabricação de tecidos, calçados, mobiliário, bebidas - concentrava-se no Centro do Rio. Embora desde o começo do século XX a região de Campo Grande - até hoje zona de plantio, principalmente de coco, chuchu, aipim, batata doce e frutas - ainda fosse voltada para a plantação de laranjas, nessa época já se delineava a vocação industrial do lugar. Na última década do século XIX, a instalação da Fábrica Bangu e a implantação de unidades militares em Bangu e Realengo afetaram toda a região, inclusive Campo Grande.
A região também é consagrada pela chegada dos Cristão Reformados que deixaram a sua marca no Bairro com Igrejas como Primeira Igreja Batista de Campo Grande, Igreja Congregacional Campograndense que teve o nome de um de seus pastores dado a uma Rua: Reverendo Manoel Porto Filho; Igreja Metodista fundada pelo Inglês John Sanders e muitas outras. Com a chegada dos Cristãos Reformados a primeira escola Cristã Batista fora fundada no Bairro.
Durante o Governo Washington Luís, na década de 1930, a Estrada Real foi incorporada à antiga Estrada Rio-São Paulo. Esse fato integrou Campo Grande ao tecido urbano da cidade, acentuando seu adensamento. Logo após a Segunda Grande Guerra, em 1946, a abertura da grande Avenida Brasil, considerada por muitos a maior via urbana em extensão, aproximou ainda mais a região do restante da cidade.
Criada para escoar a produção das indústrias cariocas, a nova via não teve o fluxo esperado, durante a década de 1950. A criação da rodovia Presidente Dutra, ligando o Rio a São Paulo, desviou o fluxo de mercadorias para outra direção e a região ficou estagnada, em termos de adensamento e desenvolvimento industrial.
A partir da década de 1960, surgiram os distritos industriais em Campo Grande e Santa Cruz, resultando na instalação de grandes empresas, como a siderúrgica Cosigua-Gerdau, a fábrica francesa de pneus Michelin e a Valesul, entre outras.
Em 31 de outubro de 1967, os bondes de Campo Grande circularam pela última vez, tendo as últimas linhas da capital fluminense a saírem de operação. Sua antiga Usina de Manutenção de Bondes, situada entre a Estrada do Mato Alto e a Estrada do Magarça, permanece intacta aos dias de hoje, sendo desde 1996, um patrimônio histórico do bairro tombado pelo IPHAN. Atualmente, a antiga usina abriga uma sede da Comlurb, onde permanecem alguns trilhos da época dos bondes em sua parte interna.
Historicamente, Campo Grande notabilizou-se por ter se desenvolvido de forma independente do resto da cidade.

### Cidade/bairro
Em 1968, o então governador do estado da Guanabara, Francisco Negrão de Lima, promulgou a Lei 1627/68 reconhecendo a localidade de Campo Grande como cidade. Apesar disso, Campo Grande ainda é tido como um bairro do Rio de Janeiro.
Lei número 1.627, de 14 de junho de 1968, projeto do deputado Frederico Trotta. O governo do estado da Guanabara, faço saber, que a assembléia legislativa do estado da Guanabara aprovou o projeto de lei número:181 de 1967 e eu promulgo, de acordo com o artigo 26, 3°, da constituição do estado, a seguinte lei: Art. 1° - É reconhecida como "Cidade" a localidade de Campo Grande, passando a denominar-se Cidade de Campo Grande. Art. 2° - Esta Lei entrará em vigor, na data de sua publicação, revogadas as disposições em contrário. Rio de Janeiro, 14 de Junho de 1968 - 80° da república e 9° do estado da Guanabara. Francisco Negrão de Lima, Álvaro Americano, Arnaldo Salgado Mascarenhas, Gonzaga da Gama Filho, Althemar Dutra de Castilho, Humberto Braga, Cotrin Neto, Raymundo de Paula Soares, Hildebrando Monteiro Marinho, Luiz de França Oliveira, Augusto do Amaral Peixoto, Dirceu de Oliveira e Silva, Victor de Oliveira Pinheiro e Lecy Neves.

## Atualidade

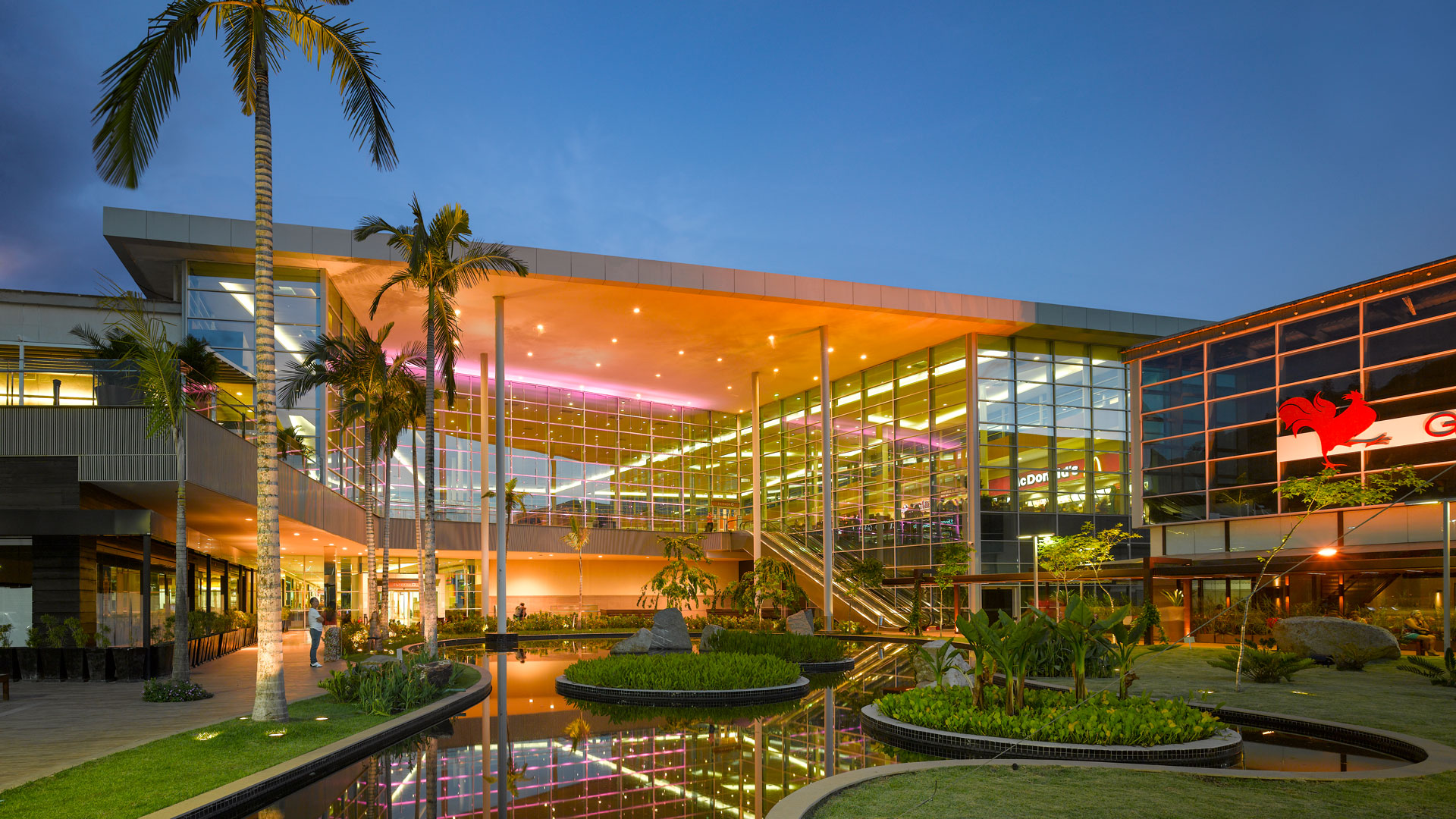
Shopping center de Campo Grande.

A Região Campo Grande tem o maior contingente populacional da cidade, porém sua densidade líquida é a segunda menor entre as 12 regiões do Rio. Suas áreas verdes, seus grandes espaços livres ainda não ocupados, constituem suas maiores atrações. A região representa a última grande fronteira para uma expansão de acordo com suas vocações específicas - manifestas historicamente desde o início da formação da cidade - e para o crescimento harmonioso, devido às potencialidades econômicas e culturais que o ambiente natural lhe proporciona desde os primórdios da sua ocupação. A Região apresenta grande potencial para o desenvolvimento de polos de gastronomia e de turismo ecológico.
Na região está instalada uma base do corpo de fuzileiros navais (Batalhão Toneleiro), onde recentemente participaram do 5º CISME (Jogos Mundiais Militares),abrigando delegações.
No últimos anos o bairro tem concentrado um grande número de lançamentos residenciais e comerciais.

## Geografia

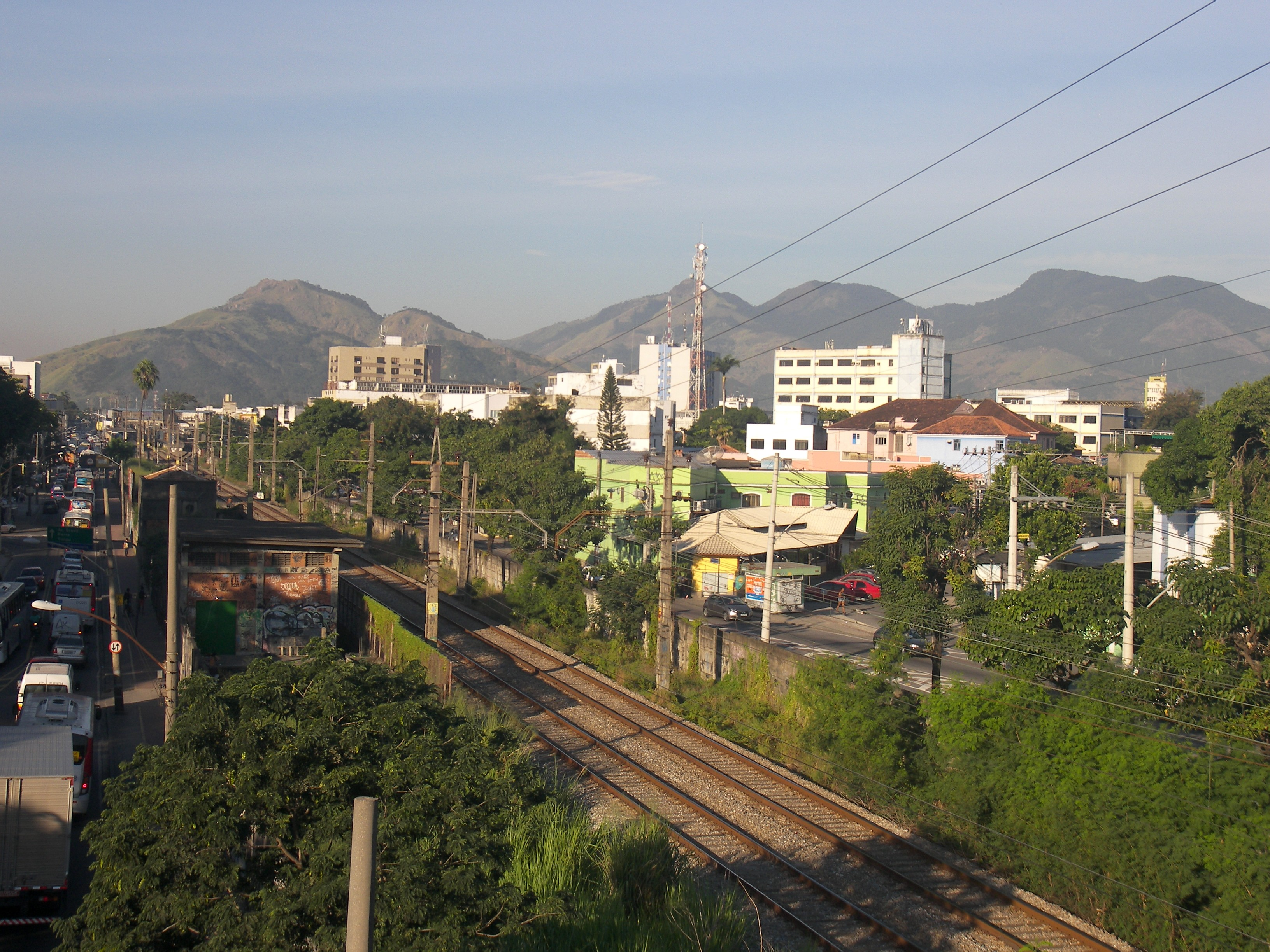
Vista do Centro de Campo Grande a partir do viaduto Prefeito Alim Pedro.

O bairro de Campo Grande cobre uma área de 11.912,53 hectares ou 119,13 km² (119 km), sendo o segundo bairro mais extenso do município do Rio de Janeiro (atrás somente de Guaratiba com seus 139 km quadrados), onde residem 328.370 habitantes
e mais de 120.049 domicílios, segundo o Censo 2010.
Faz limite com outros dez bairros da zona oeste: Paciência, Cosmos e Inhoaíba ficam à oeste; Guaratiba, Vargem Grande e Jacarepaguá ao sul; Senador Camará, Senador Vasconcelos, Santíssimo e Bangu ao leste, e  o bairro do km 32 no município de Nova Iguaçu, na Baixada Fluminense, ao norte.

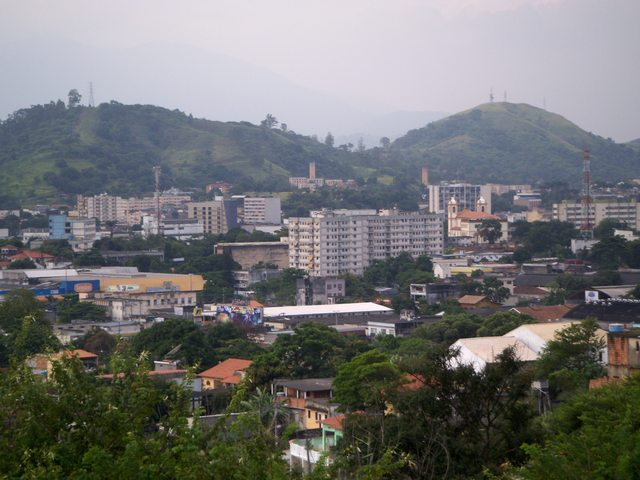
Centro de Campo Grande-Rj

A região de Campo Grande possui duas áreas geomorfologicamente distintas : a primeira é formada pelos afluentes da margem esquerda do Rio Guandu: o Rio Campinho, que nasce na encosta norte da Serra de Inhaíba, e o Rio da Prata, que nasce na encosta sudoeste do Maciço do Gericinó. Esta primeira área possui uma densidade de drenagem menor. Devido à sua pequena superfície, deve-se atentar para uma sistemática dragagem do Rio Guandu e, por possuir uma densidade populacional maior, requer um criterioso estudo da drenagem urbana, a fim de evitar possíveis enchentes.
A segunda área é formada pelos afluentes da Baía de Sepetiba, ao sul do Maciço da Pedra Branca. Os rios Cabuçu e Piraquê drenam a região entre o Maciço da Pedra Branca e a Serra de Inhaíba. Os rios Portinho e Piracão nascem na vertente sul do maciço, e o Rio do Ponto nasce na vertente sudoeste da Serra de Inhoaíba. Esta área, situada predominantemente na Baixada de Guaratiba, possui boa drenagem, apesar de sua baixa altitude e estar sujeita a precipitações pluviométricas, em função da pouca distância entre o maciço e a Baía de Sepetiba. O processo de erosão do Maciço da Pedra Branca e a formação da Restinga de Marambaia provocaram o acúmulo de sedimentos na desembocadura dos rios, resultando na formação de mangues, um ecossistema frágil e facilmente degradável, recomendando-se o desenvolvimento de atividades de preservação ecológica na área.

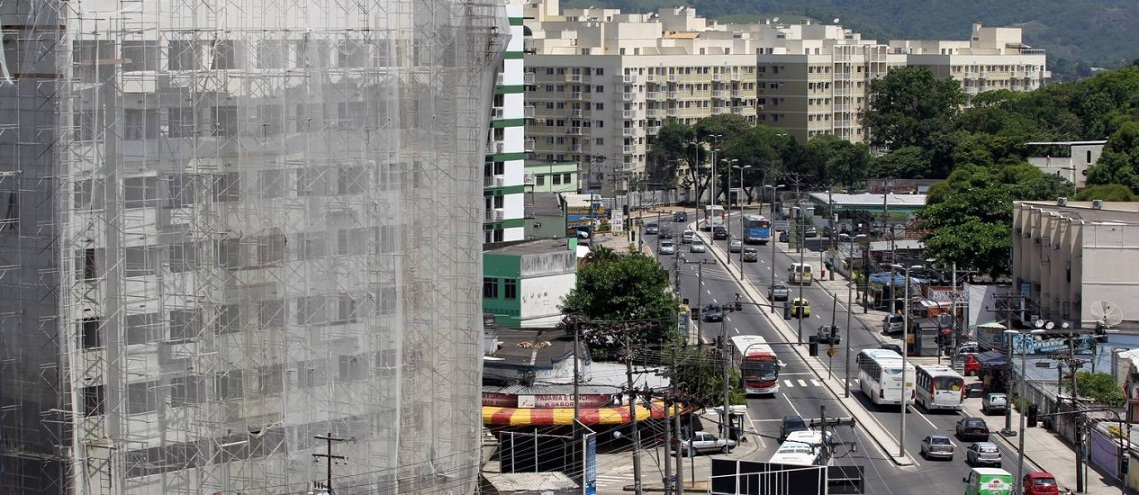
Estrada do Monteiro, Campo Grande, Rio de Janeiro

## Demografia
O bairro ocupa a 82ª posição (dados 2000) dentre os bairros da cidade em relação ao índice de desenvolvimento humano com índice de 0,810. O IDH-L (Longevidade) é de 0,747, IDH-E (Educação) é de 0,931 e IDH-R (Renda) com índice de 0,751. O bairro de Campo Grande possui um dos melhores índices da zona oeste.
Os dados sociodemográficos indicam que a região cresceu à acentuada taxa de 22% na década de 1990, a segunda maior taxa de crescimento da cidade, superada somente pela Barra da Tijuca. É a região que tem o maior contingente populacional da cidade, tendo absorvido cerca de 200 000 novos residentes nessa década.
O maior crescimento populacional ocorreu na segunda metade da década: 14%, ou 126 096 novos moradores. Alguns bairros cresceram a taxas acentuadamente altas na década de 1990, como Guaratiba (43%), Inhoaíba (36%) e Paciência (33%). Cabe destacar que dois bairros perderam população entre 1996 e 2000: Barra de Guaratiba (-11%) e Senador Vasconcelos (-2,5%).

## Saúde

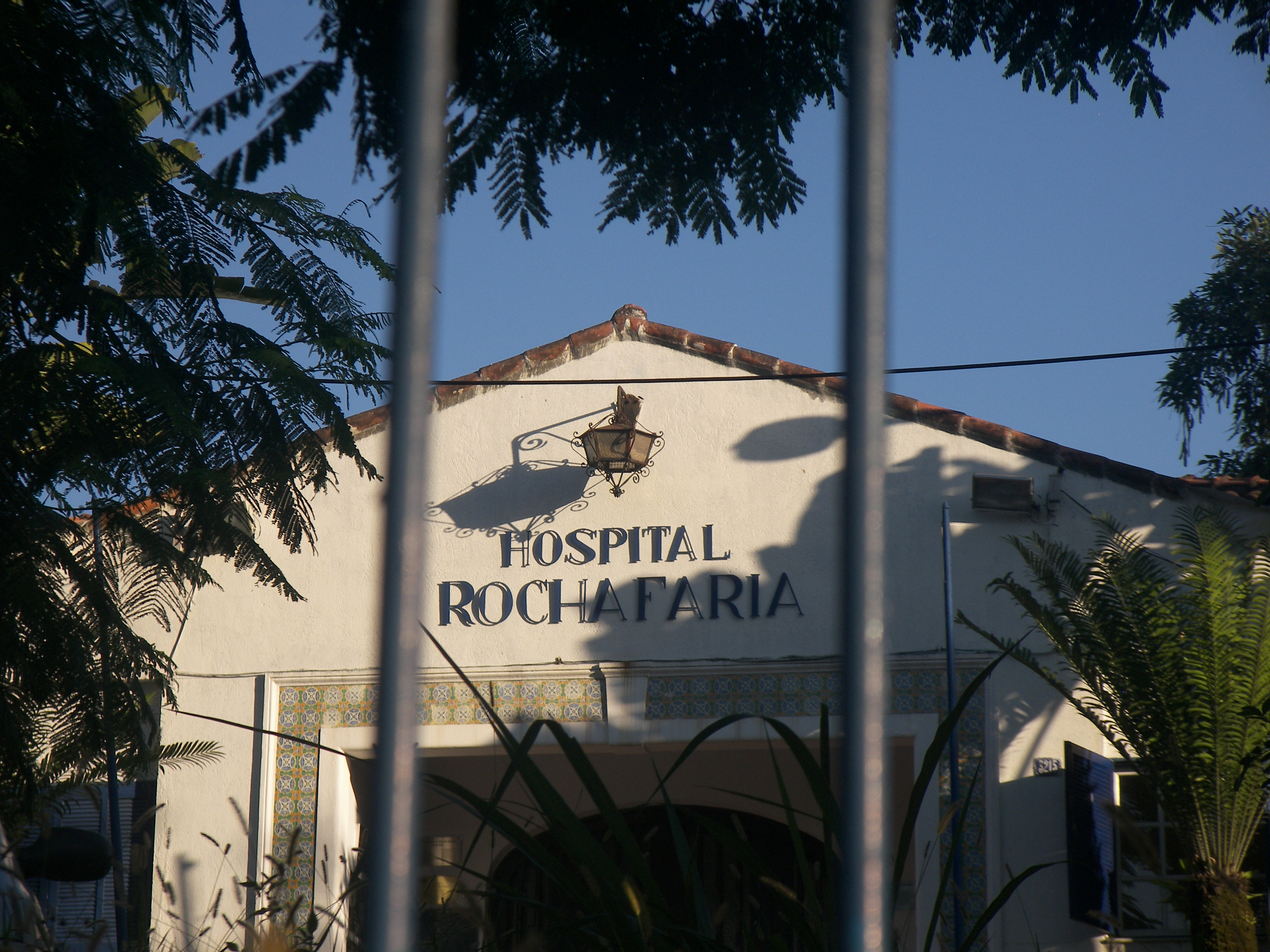
Hospital Municipal Rocha Faria.

O bairro conta com modernos hospitais como o Oeste D'Or, Casa de Saúde Nossa Senhora do Carmo, Hospital Di Campi e a Unidade Médica Avançada do Hospital Pasteur. Tem ainda duas UPA's (unidades de pronto atendimento) e o Hospital Municipal Rocha Faria (antigo Hospital Estadual Rocha Faria) entregue ao município, depois de problemas financeiros e administrativos do Governo do Estado do Rio de Janeiro, além de diversas pequenas clínicas particulares.

## Economia
Campo Grande possui uma economia bastante diversa, com áreas rurais, uma zona industrial importante para a cidade e um comércio que tem experimentado crescimento significativo nos últimos anos.

### Habitação

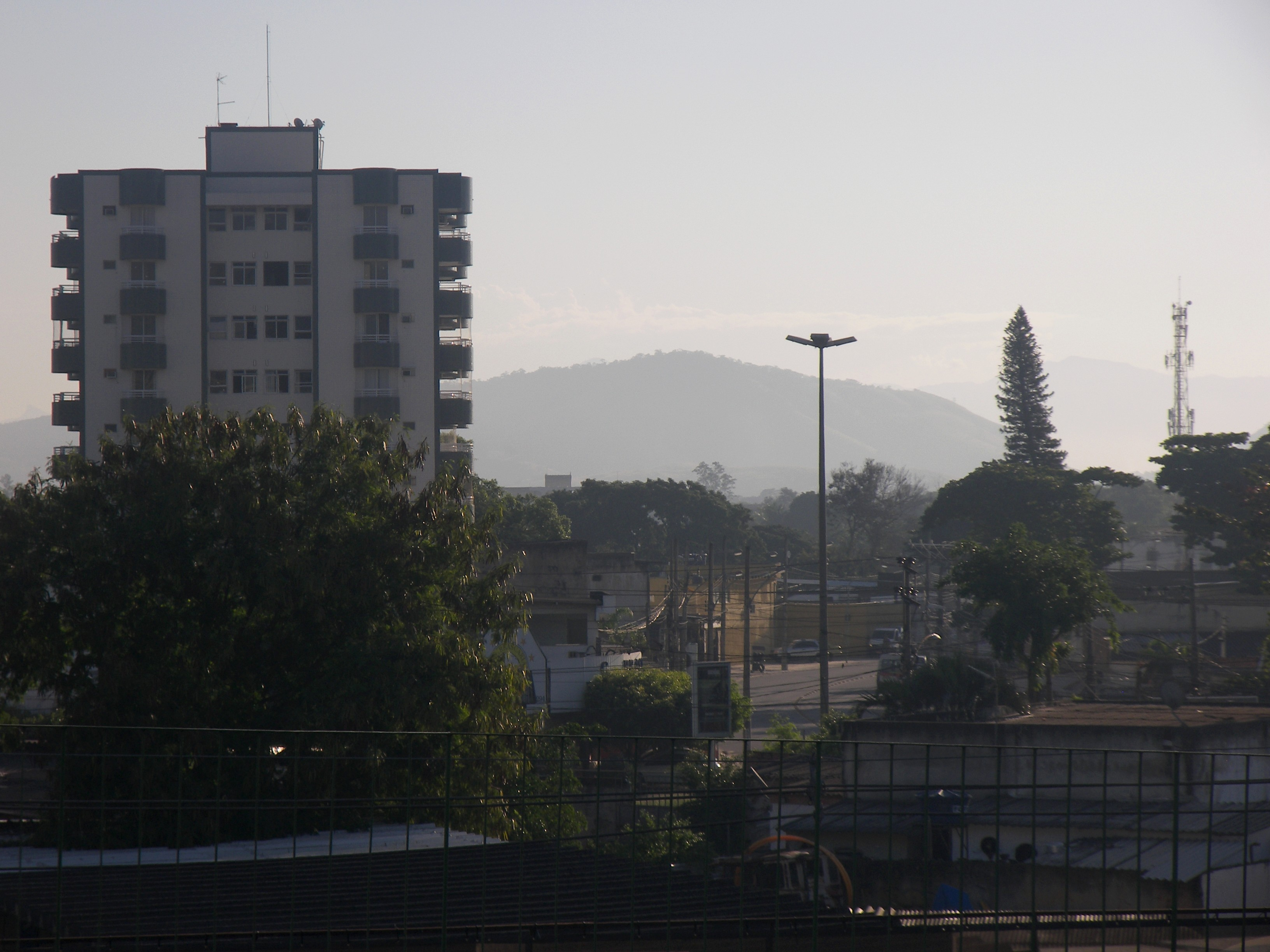
Edifício residencial na Estrada do Campinho.

O tecido urbano de Campo Grande é regular e descontínuo; a ocupação sendo resultante de loteamentos isolados de grandes áreas. Na verdade, Campo Grande, por dispor de vasta rede de serviços e um comércio que foi se expandindo e se diversificando, cresceu extraordinariamente.
Os mais altos níveis de presença de imóveis próprios encontram-se em Campo Grande. O predomínio é de casas com dois quartos, com área construída de 60 metros quadrados. A CEHAB construiu, nos anos de 1962 a 1979, os seguintes empreendimentos: Bairro de Santa Margarida na Estrada do Campinho entre Cosmos e Campo Grande, região que juntamente com o trecho da Avenida Brasil resultou em um grande contraste com a região central do bairro e com outros sub-bairros.
O bairro passa uma valorização e crescimento imobiliário, nos últimos anos foram lançados diversos empreendimentos residenciais e comerciai

### Agricultura e pecuária
No Rio da Prata, Mendanha e próximo a Guaratiba ainda encontram-se estabelecimentos que se dedicam a agricultura e pecuária. Dentre as culturas mais desenvolvidas estão a banana, a laranja, a manga, o abacate, o aipim, o chuchu dentre outros. Na pecuária e avicultura destacam-se criações de aves, caprinos, suínos, bovinos e coelhos.

### Indústria e comércio

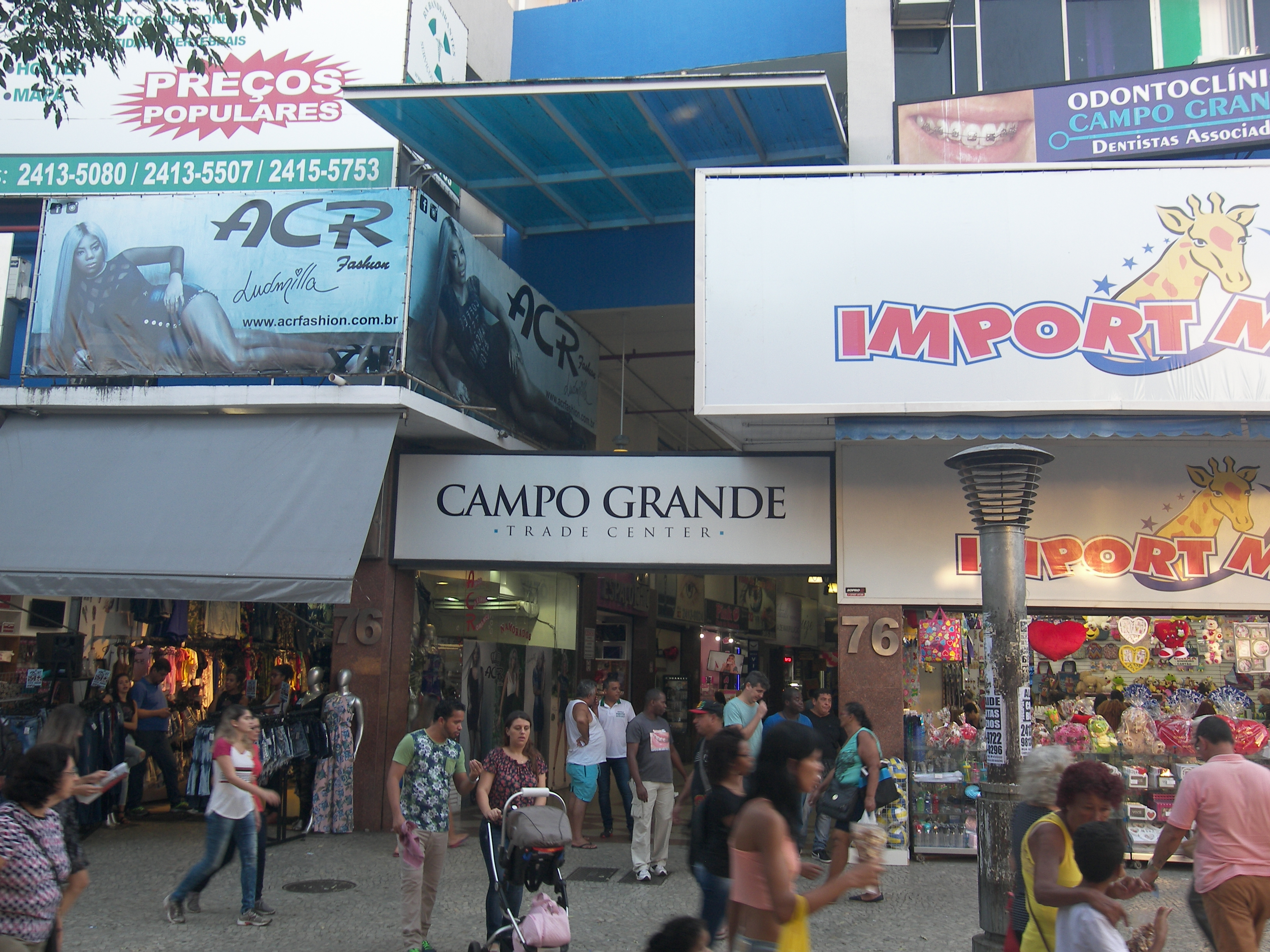
Acesso ao Campo Grande Trade Center no Calçadão de Campo Grande.

O comércio no bairro é auto-suficiente, exercendo atração sobre outras regiões. Além do movimentado e popular Calçadão de Campo Grande, há opções de compras no atacadista Makro e Assaí, e em supermercados e hipermercados como Prezunic, Carrefour, Extra, Supermarket, Guanabara, Inter e em compras, lazer e serviços em modernos shoppings como o West Shopping, Passeio Shopping e o Park Shopping Campo Grande, da Multiplan.

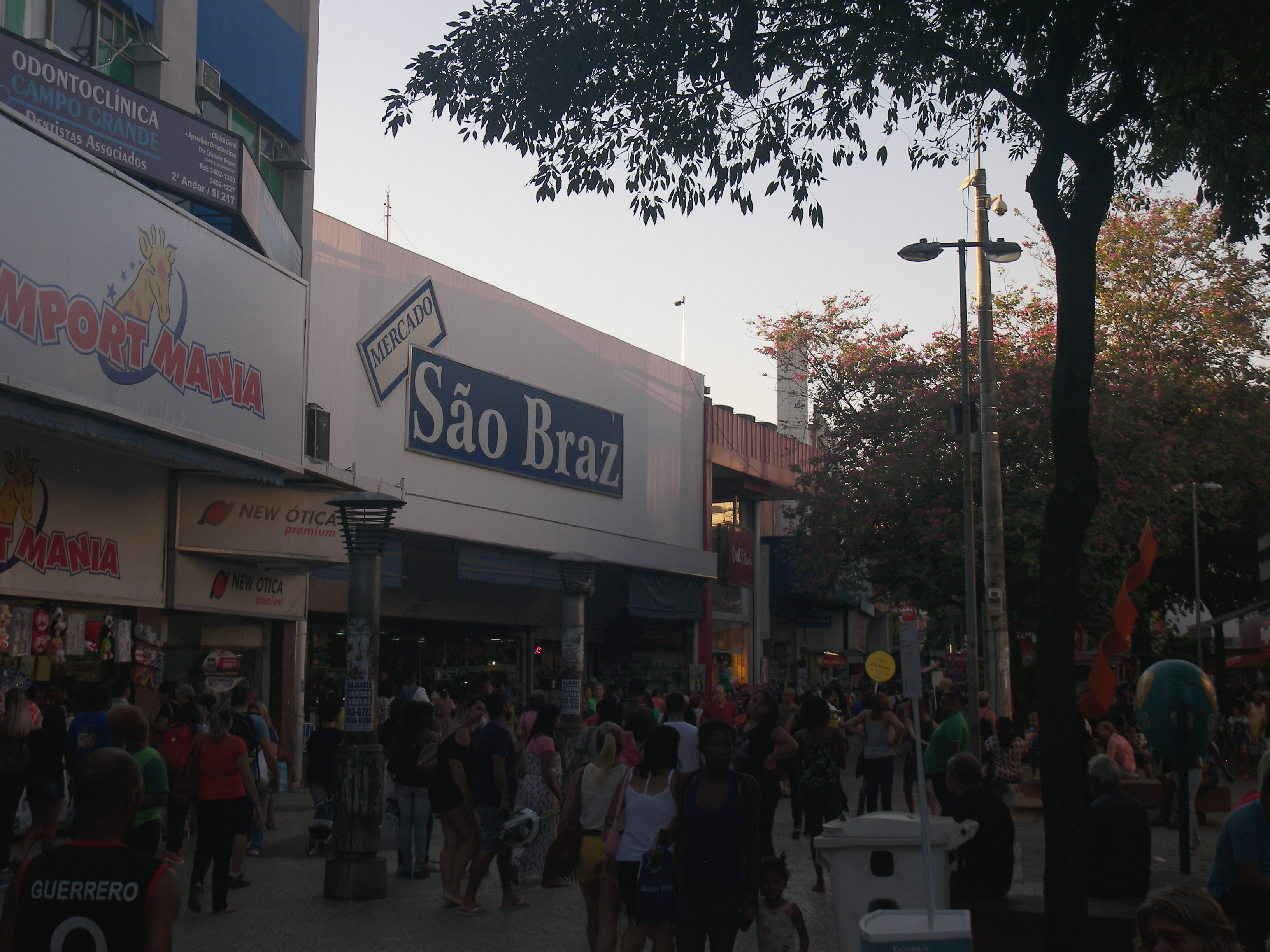
Calçadão de Campo Grande. Ao fundo, o tradicional Mercado São Braz.

O setor indústrial também está em crescimento. Campo Grande possui um Distrito Industrial localizado no quilômetro 43 da Avenida Brasil, abrangendo ainda a Estrada do Pedregoso. A atividade econômica local é composta por cerca de 3.700 estabelecimentos, 87,2% dos quais são do segmento de comércio e serviços, empregando aproximadamente 49 mil pessoas. O volume de negócios gera R$ 956,9 milhões de ICMS (US$ 221,3 milhões)(2), sexta arrecadação da cidade.
Entre as indústrias que se encontram instaladas em Campo Grande estão a AmBev, Tupperware (Utensílios Plásticos para cozinha)  Refrigerantes Convenção, Camil Alimentos (café, arroz, feijão, grãos, e outros), Guaracamp, Cogumelo (estruturas compósiticas), Fredvic (confecção), Lillo (produtos infantis), Michelin, EBSE (soldas elétricas), Superpesa (estruturas metálicas), Dancor (bombas) , Ranbaxy (farmacêutica), Gerdau, Vesuvius Brasil (produtos refratários para Indústria de Aço).
O bairro ainda conta com 38 agências bancárias, sendo: 3 Banco do Brasil, 10 Bradesco, 5 Caixa Econômica Federal, 11 Itaú (sendo uma Personnalité localizada no Park Shopping Campo Grande) e 9 Santander.

## Transporte

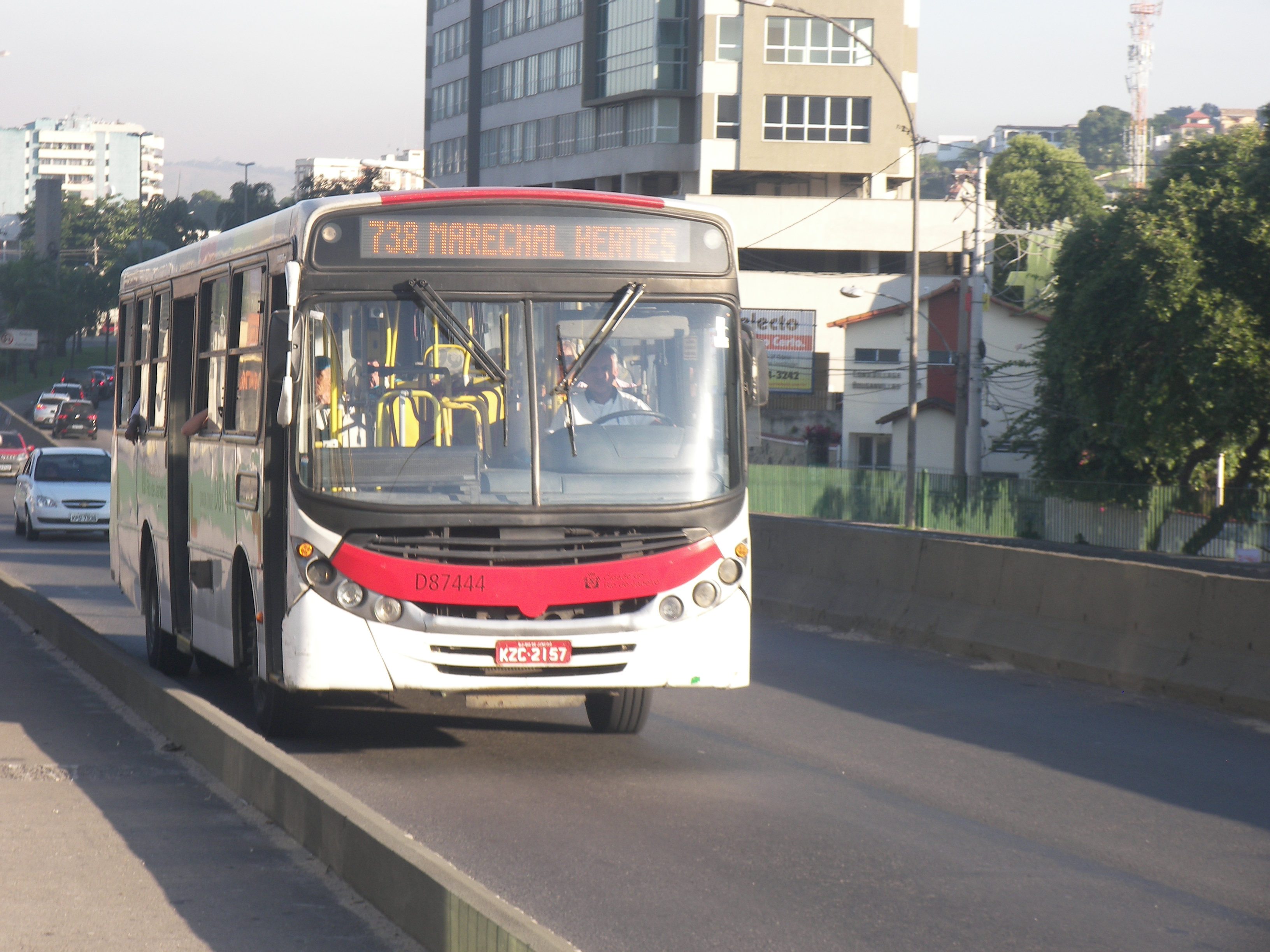
Ônibus da Expresso Pégaso operando linha 738 - Urucânia / Marechal Hermes, no viaduto Prefeito Alim Pedro, em Campo Grande.

### Ônibus
Principais empresas de ônibus que atuam no bairro: Auto Viação Jabour, Transportes Padre Miguel, Auto Viação Palmares, Transportes Barra, Transportes Futuro, Expresso Pégaso, Expresso Real Rio, Viação Ponte Coberta, Auto Viação Reginas, Empresa de Transportes Flores e a Transportes Campo Grande.

#### Rodoviária de Campo Grande
O bairro conta com um dos principais terminais rodoviários da zona oeste: o Terminal Rodoviário de Campo Grande localizado na Rua Aurélio de Figueiredo, bem no Centro do bairro, pelo qual se tem baldeações para a Zona Oeste, Centro e onde se tinha para Zona Norte, municípios de Duque de Caxias, Nova Iguaçu, Seropédica, Itaguaí, Mangaratiba, Niterói, Petrópolis, São Gonçalo e São João de Meriti. Sendo que esses foram para o entorno do terminal, além das cidades de Barra Mansa, Volta Redonda, Angra dos Reis, Cabo Frio, Juiz de Fora e São Paulo.
Sua inauguração se deu em 1979, e com sua estrutura reformada em 1988, se constituindo de duas plataformas externas: Rua Xavier Marques (via arterial para acesso do terminal) e Rua Iaçu (Via local e residencial do bairro) e um grande U no lado externo do terminal. A infra-estrutura do terminal, anteriormente, segundo reclamação de passageiros, era precária, foi reformado novamente, onde retirou-se algumas linhas municipais e linhas intermunicipais do terminal. Agora o terminal conta com estação terminal do BRT TransOeste dentro da rodoviária.

### BRT

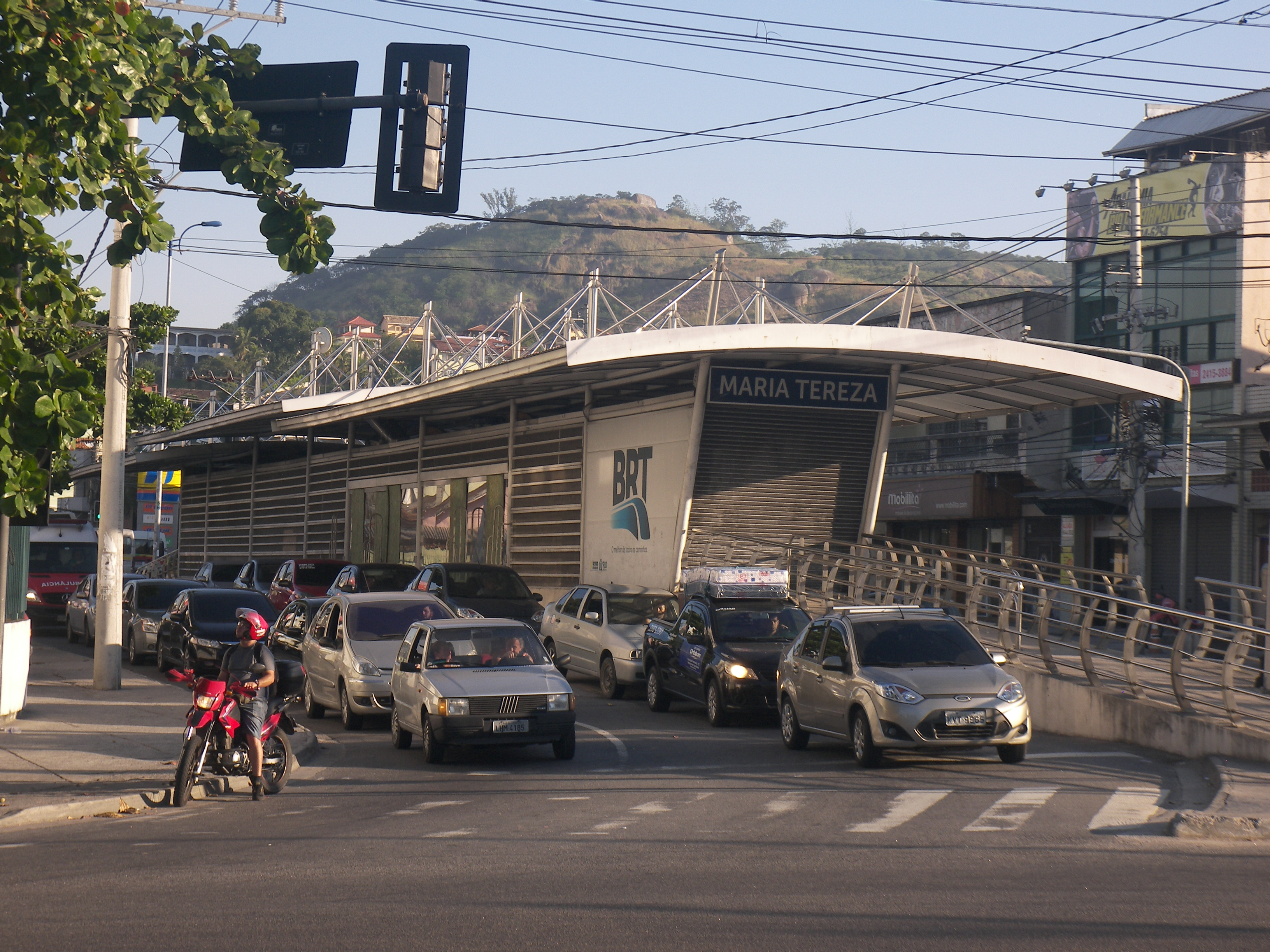
Estação Maria Tereza do BRT. Construída em 2014, nunca recebeu serviços de ônibus. Foi demolida em março de 2018.

Assim como no terminal rodoviário, Campo Grande já tem outras estações do BRT TransOeste, são elas: São Jorge, Pina Rangel, Parque da Esperança, Maria Teresa, Cândido Magalhães. Sendo que no futuro, passará a ter a linha expresso Campo Grande - Alvorada do mesmo BRT.
Em 2018, com a greve dos caminhoneiros no Brasil, o BRT foi oficialmente interditado e não opera mais na linha Campo Grande x Santa Cruz. A Estação Maria Tereza, que apesar de inaugurada, nunca chegou a operar os serviços de ônibus, acabou demolida após muitas reclamações dos comerciantes locais.
Em 2020 o consórcio BRT Rio reabriu a Estação Campo Grande e colocou em operação a linha 14 Campo Grande x Salvador Allende (Semidireto)

### Trem
Campo Grande possui a Estação Ferroviária de Campo Grande do segundo mais importante ramal de trens urbanos da Região Metropolitana do Rio de Janeiro, o Ramal de Santa Cruz.
O mesmo é operado pela SuperVia, uma empresa da Organização Odebrecht (atual Novonor) com foco em mobilidade urbana, 
concessões rodoviárias e ferroviárias, sistemas integrados de logística e aeroportos
Há serviços de integração com ônibus utilizando exclusivamente o RioCard.

### Principais vias

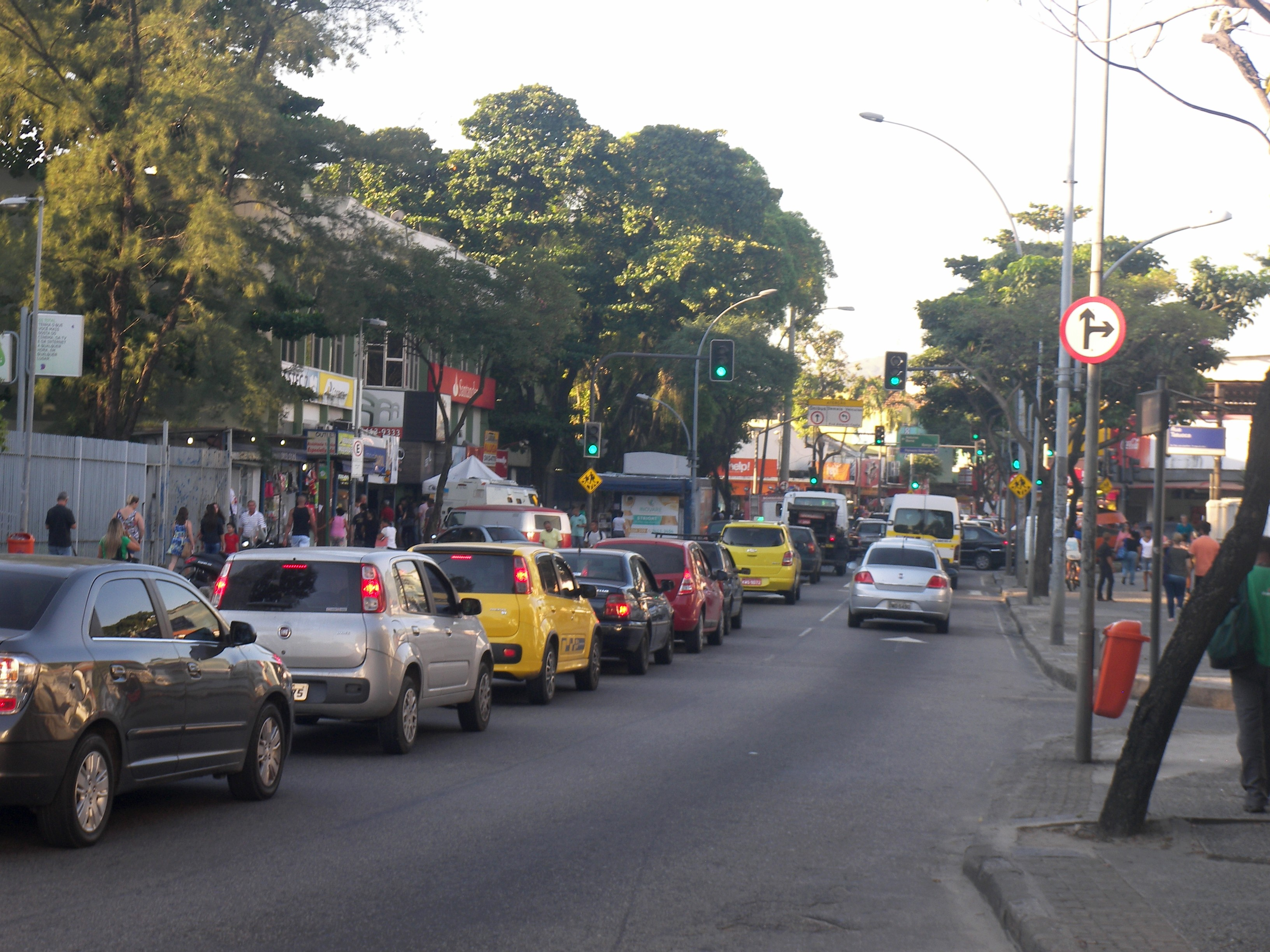
Avenida Cesário de Melo.

Campo Grande é um bairro que conta com importantes acessos rodoviários ao centro  da capital fluminense. O principal é a Avenida Brasil, que a liga ao Centro do Rio de Janeiro.  A Avenida Cesário de Melo (antigo Caminho Imperial) interliga o bairro a Santa Cruz. A Estrada Rio São Paulo interliga Campo Grande aos municípios de Seropédica e Nova Iguaçu. ↵Outros logradouros importantes, que cruzam o bairro como:

## Esporte, lazer, cultura e turismo

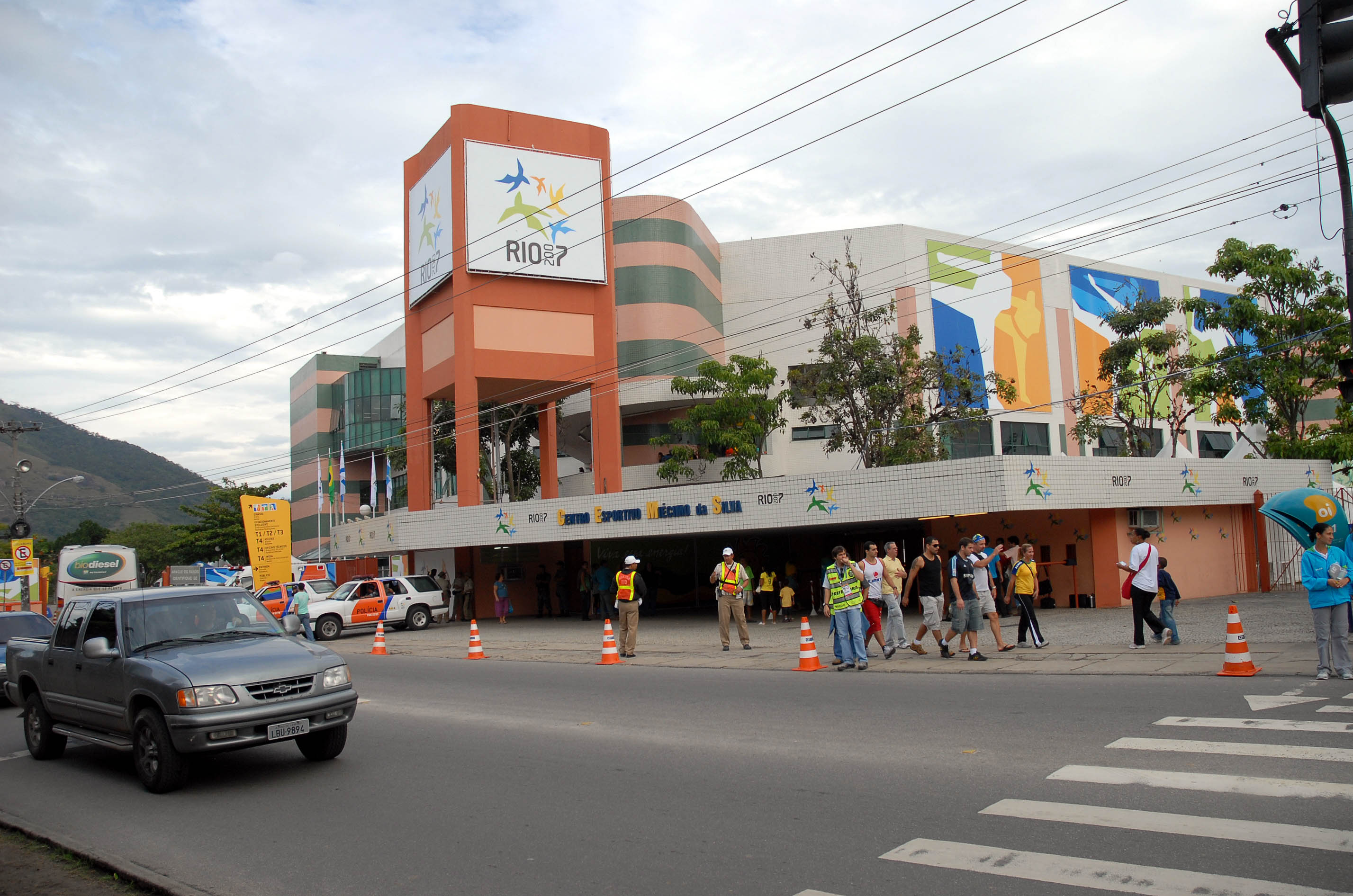
Exterior do Complexo Esportivo Miécimo da Silva.

O esporte em Campo Grande tem sua maior representatividade no Campo Grande Atlético Clube, que já foi um dos principais times do futebol carioca e sendo inclusive campeão de uma importante disputa a nível nacional - O Campeonato Brasileiro da Série B, em 1982. Campo Grande se beneficiou de uma das maiores obras realizadas na área do esporte nos últimos anos na região. O Complexo Esportivo Miécimo da Silva é o maior complexo esportivo pertencente a uma prefeitura municipal no Brasil. Desde então o complexo passou a receber diversos eventos esportivos, sendo o principal deles os Jogos Panamericanos em 2007.
Na área cultural existem poucos espaços como Lona Cultural Elza Osborne e o Teatro Arthur Azevedo. No ano de 2006, o Teatro Arthur Azevedo recebeu um grupo de jovens liderados por Rafael Rocha e Danielle Sardinha com a proposta de realizar um trabalho cultural. Essa proposta foi ampliada dando origem a Orquestra Sinfônica Jovem de Campo Grande - RJ, que funciona em seu espaço com a realização de concertos didáticos, oferecidos para a comunidade em geral e a alunos da rede pública de ensino. Além dessa atividade são oferecidas oficinas de musicalização incluindo aulas teóricas e práticas (instrumentais e corais) gratuitamente. A Orquestra tem parceria com o Instituto Rio e é patrocinada pela Casa da Moeda do Brasil e pela Fundação Italiana Fondazione Zegna. Neste ano de 2011 sua administração tem adotado a política de ampliar suas parcerias com empresas de responsabilidade social e através das Leis de incentivo nas três esferas(Federal, Municipal e estadual) e também conta com inúmeras praças públicas, assim como uma pista de skate, clubes, academias, danceterias, biblioteca na regional, várias faculdades.
Neste bairro está sediada a Fundação Centro Universitário Estadual da Zona Oeste (UEZO), que é a mais jovem universidade pública do estado do Rio de Janeiro, tendo sido fundada em 2005. Esta instituição atualmente tem em torno de 1600 alunos distribuídos por nove cursos de graduação e três programas de pós-graduação.
Também podemos citar a Rádio RJFM 98,7, uma emissora localizada na região central do bairro. Fundada em 2010 pelo empresário e advogado Wilson Costa Filho, a rádio foi idealizada com o objetivo de contribuir para o desenvolvimento sócio-econômico e cultural da região, que carecia de meios de comunicação de massa. No dia 01 de março de 2010, data de aniversário da cidade do Rio de Janeiro, foram inauguradas as modernas instalações da emissora, que opera na frequência de 98,7 MHz, no prefixo ZYU 214. A emissora é considerada um importante meio de comunicação na região de Campo Grande, que possui o segundo maior colégio eleitoral do município e é um forte centro comercial e industrial. A importância da rádio se dá pelo fato de ser a única legalizada e homologada da região pela ANATEL. No ano de 2023, a emissora foi escolhida pela Associação Empresarial de Campo Grande - Rio (AECG Rio) como o Melhor Veículo de Comunicação de Campo Grande 2022.
No carnaval, Campo Grande que já teve a Império de Campo Grande, que desfilava na década de 70. hoje e um dos bairros da cidade do Rio de Janeiro com o maior número de escolas de samba, sendo a sua maior representatividade a Sereno de Campo Grande, que já desfilou na Série A. além da Delírio da Zona Oeste e das novatas Chora na Rampa e Império da Zona Oeste. o bairro possui também blocos carnavalescos, como o Amor To Indo e União da Ponte.
Campo Grande tem como principais atrativos turísticos as paisagens naturais que possibilitam a prática de diversas atividades ligadas ao ecoturismo, como o Parque Estadual do Mendanha, localizado no Maciço do Gericinó, tem como atrativos naturais trilhas para caminhada leve onde pode-se observar a pujança da mata atlântica em seu melhor grau de preservação, piscinas naturais, cachoeiras, rios e vestígios vulcânicos. Já no Parque Estadual da Pedra Branca é possível praticar caminhada pesada ao ponto culminante do município do Rio de Janeiro que possui um belíssimo visual. Sua altitude máxima é de 1.025 metros.
Foi prometido em 10 de Outubro de 2017, pelo prefeito vigente Marcelo Crivella a criação do Parque Campo Grande, na Zona Oeste da cidade, um projeto inspirado no Parque de Madureira. Projeto prevê para 2019 um anfiteatro, palco de street dance, área para skate, basquete, grafite e banho, além de ciclovia. Uma área verde de 122 mil metros quadrados às margens do Rio Campinho, próximo à Avenida Brasil.O projeto prevê também quiosques, uma reserva ambiental com 22 mil metros quadrados e quase 500 vagas de estacionamento.

### Áreas de lazer
Escolas de samba e blocos
- Chora na Rampa
- Delírio da Zona Oeste
- Sereno de Campo Grande
- Império da Zona Oeste
- União da Ponte
- Lona Cultural Elza Osborne

Espaços esportivos
- Estádio Ítalo del Cima
- Clube dos Aliados

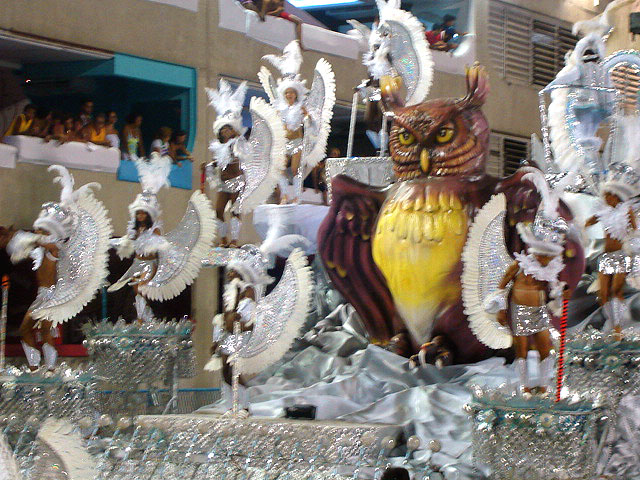
A escola de samba Sereno de Campo Grande representa o bairro no Desfile das escolas de samba do Rio de Janeiro.

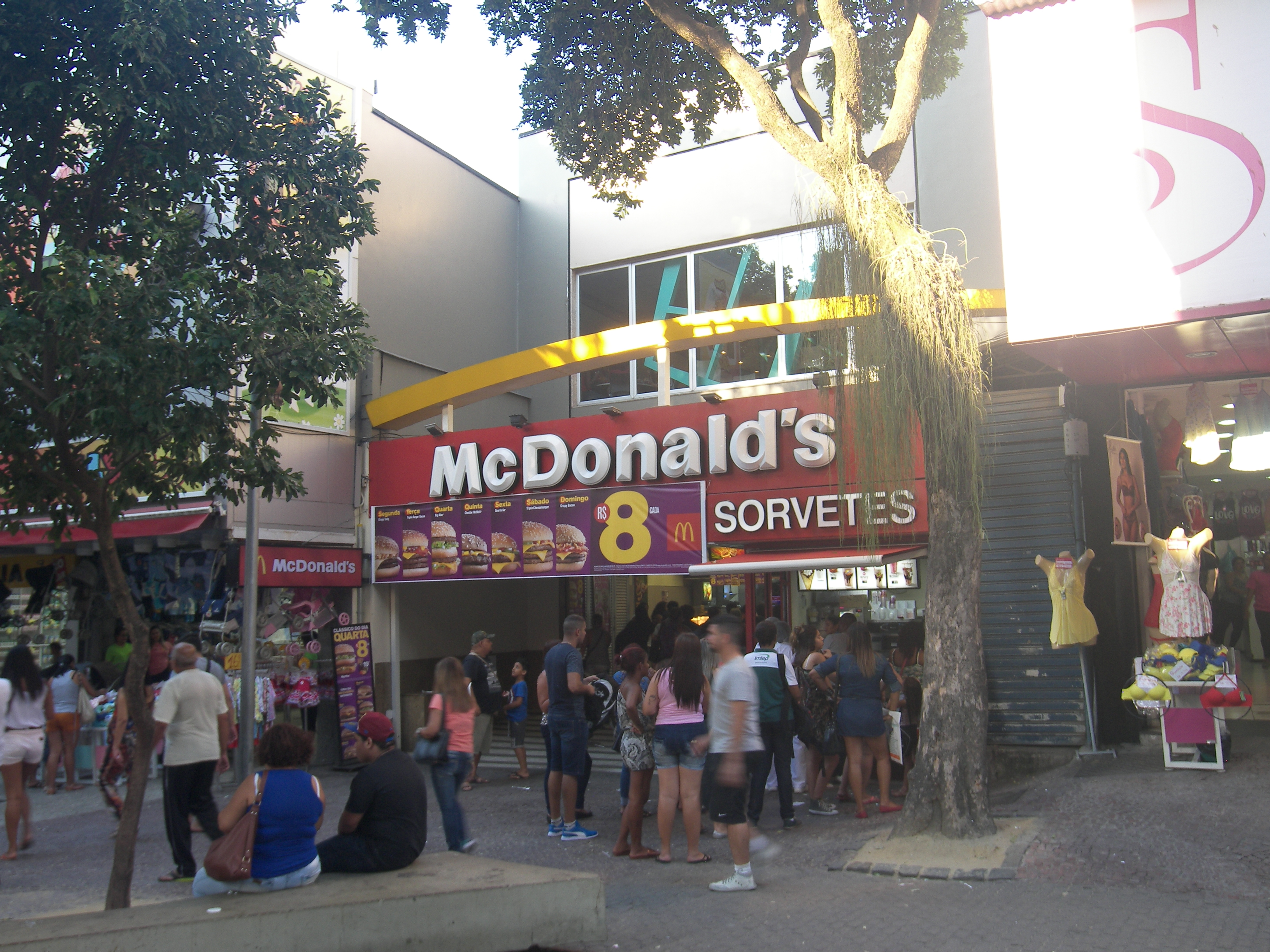
Restaurante McDonald's no Calçadão de Campo Grande.

- Complexo Esportivo Miécimo da Silva

Atrações turísticas, históricas e culturais
- Parque Estadual do Mendanha
- Parque Estadual da Pedra Branca
- Igreja Nossa Senhora do Desterro
- Reservatório Victor Konder

### Personalidades de Campo Grande
- Adelino Moreira - compositor da Era do Rádio
- Álvaro Tito - cantor, compositor e multi-instrumentista de música gospel
- Anselmo - jogador de futebol
- Áurea Martins - cantora de Samba e MPB
- Clara Moneke - atriz de televisão
- Clarissa dos Santos - jogadora de basquete
- Cortez - jogador de futebol
- Deyverson - jogador de futebol
- Ferrugem - cantor de Pagode
- Freire Alemão - botânico e médico
- Gisele Nascimento - cantora e compositora de música gospel
- João Fera - tecladista que acompanha a banda Os Paralamas do Sucesso
- João Loredo - ator e diretor de teatro e televisão
- Jorge Loredo - ator e humorista de televisão
- Lucinha - política
- Marcelo Nascimento - cantor e compositor de música gospel
- Marcelo Yuka - baterista e letrista da banda O Rappa
- Márcia Jaqueline - bailarina
- Mattos Nascimento - cantor, compositor e trombonista de música gospel
- Michele Nascimento - cantora e compositora de música gospel
- Nilze Carvalho - cantora, compositora e bandolinista de Samba
- Paulinho Serra - ator e humorista de teatro e televisão
- Patrick de Paula - jogador de futebol
- Rafael Portugal - ator e humorista de teatro e televisão
- Rodolfo Vieira - lutador do UFC
- Rose Nascimento - cantora de música gospel
- Thiago Silva - jogador de Futebol
- Tuca Nascimento - cantor e compositor de música gospel
- Valdir Bigode - ex-jogador e técnico de futebol
- Waldir Onofre - ator e diretor de cinema e televisão
- Wilian Nascimento - cantor de música gospel
- Xamã - rapper, cantor, ator, compositor, poeta brasileiro
- Zeca do Trombone - trombonista de MPB

## Galeria de imagens

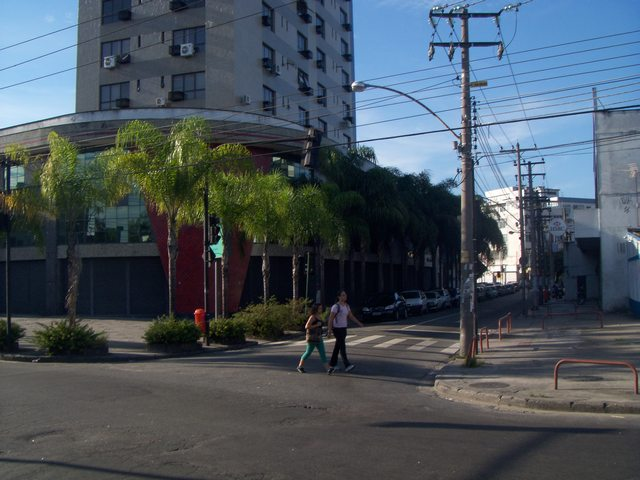
Rua Engenheiro Trindade
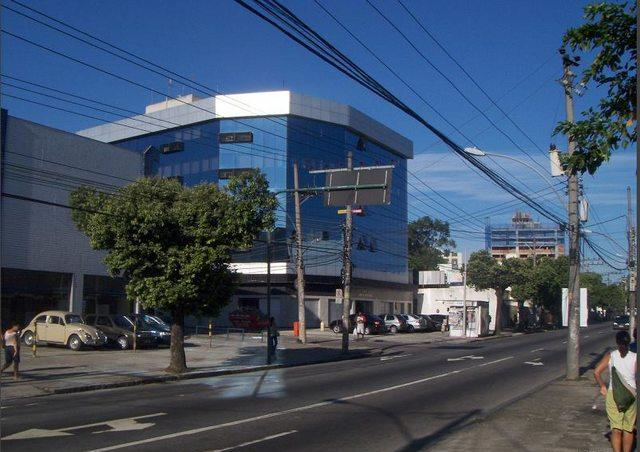
Avenida Cesário de Mello
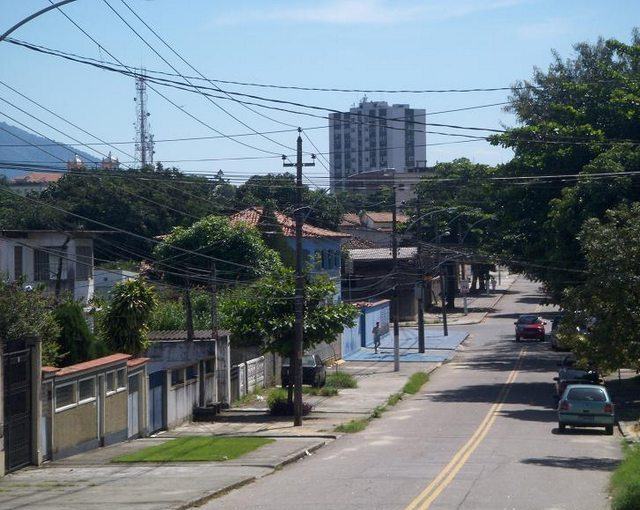
Rua Jiçara
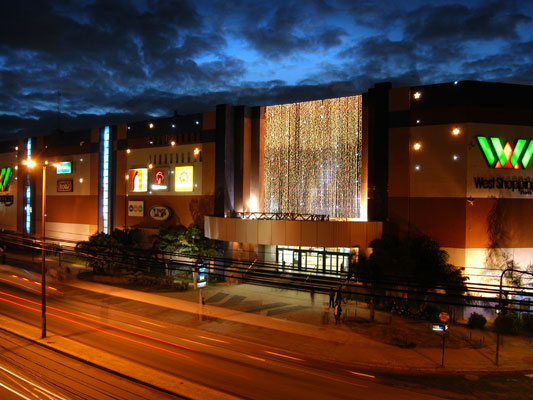
West Shopping Rio